# Театр Кочча
Театр «Кочча» (итал. Teatro Coccia) — оперный театр на улице Фрателли Росселли в итальянском городе Новара (область Пьемонт), основанный в марте 1886 года вместо снесённого в том же году «Teatro Nuovo»; расположен в здании спроектированном миланским архитектором Джузеппе Оливерио (Giuseppe Oliverio) и построенном с использованием материалов от старого здания; открылся в декабре 1888 года.

## История и описание
В 1886 году здание театра «Teatro Nuovo» в городе Новара, возвещённое в 1779 году по проекту архитектора Козимо Морелли (1732—1812), было снесено: поскольку оно уже не вмещало всех желающих посещать постановки. Ещё в 1860 году новарский архитектор Алессандро Антонелли предложил объединить «Teatro Nuovo» с «Teatro Sociale» в одном здании, но масштабный проект новой площадки был признан слишком дорогим для города. 13 апреля 1873 года в Новаре скончался маэстро Карло Кочча, более тридцати лет являвшийся главой местных музыкальных учреждений — новый театр получил его имя. Контракт от 9 марта 1886 года позволил миланскому архитектору Джузеппе Оливерио реализовать свой проект театрального здания: ему было отдано предпочтение по сравнению с «чрезмерно дорогим» проектом, разработанным Андреа Скала (1820—1892).
Новый театральный комплекс занял площадь в четыре раза больше, чем старый театр. Вместимость зала составила 1500 мест (максимум — 1800). Последующие реставрационные работы, однако, сократили вместимость до 918 зрителей. В здании также разместился и малый зал «Piccolo Coccia» вместимостью в 200 человек. Реставрация, завершенная в 1993 году, вернула залам их первоначальные цвета и золотые украшения, удалённые в 1920—1930-х годах. Торжественное открытие театра «Кочча» состоялось вечером 22 декабря 1888 года — на его сцене была поставлена опера «Gli Ugonotti» Джакомо Мейербера.